# Barleria grandipetala
Barleria grandipetala är en akantusväxtart som beskrevs av De Wild.. Barleria grandipetala ingår i släktet Barleria och familjen akantusväxter. Inga underarter finns listade i Catalogue of Life.